# 尼雅遺址
尼雅遺址是漢代西域的精絕國古城遺址。它位於新疆維吾爾自治區民豐縣以北大約90公里的尼雅河下游，塔克拉玛干沙漠中心。在東漢時期隸屬於鄯善（樓蘭）附庸。《大唐西域記》稱呼為尼壤城。
该遗址1901年为英国人斯坦因发现，他本人曾四次前来此处勘测，其后美国亨廷顿、日本橘瑞超等人先后对其进行发掘。中华人民共和国成立之后对其进行了数次大规模发掘，尤其是1989年后与日本小岛康誉等联合组织的中日联合考察队取得了一些重要成果。
唐朝玄奘在返回中國時曾經到達過這裡，並說這裡是交通要道，附近有很多湖泊。但已經被人類遺棄因為那裡已是沙漠中心，根本不能居住。與樓蘭城一樣，精絕國的環境變遷同樣發人深省。

## 遺址
通常沉埋於泥土之中或者水面之下，層層堆積著他們生活所需的石器、陶器、骨角器等工具以及食物的殘渣、植物種子等生態遺物和房屋基址、墓葬、火塘、灰坑等遺跡。
1995年10月，在中國新疆民豐縣尼雅遺址的一座雙人合葬墓中，由中日尼雅遺址學術考察隊所出土的一件蜀錦護膊，上有文字曰「五星出東方利中國」。